# Ак-Кая

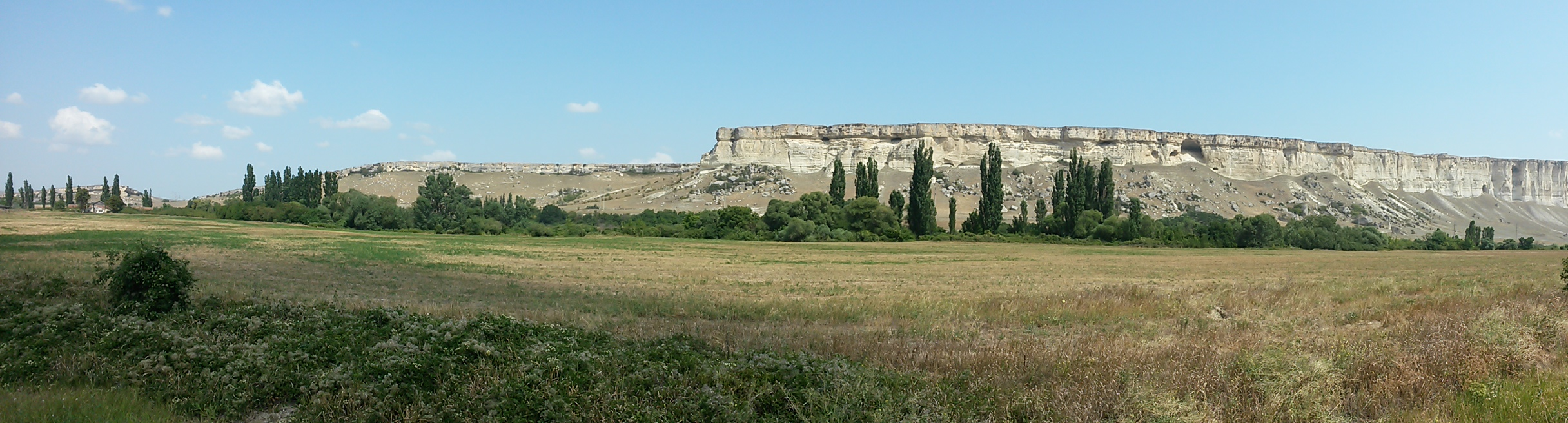

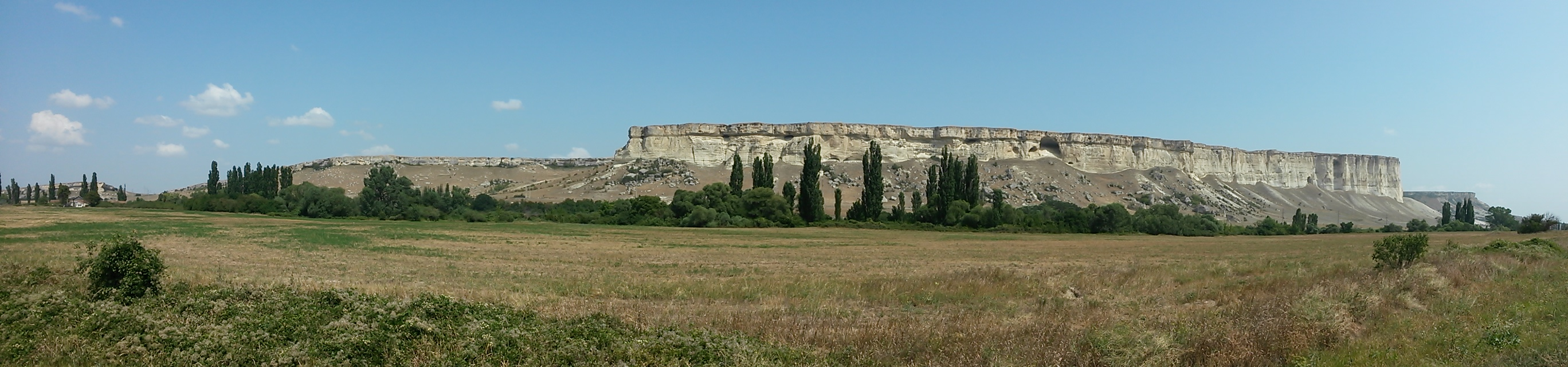

Ак-Ка́я (крим. Aq Qaya — біла скеля) — скеляста гора на сході Внутрішнього пасма Кримських гір, біля м. Білогірська.

## Опис
Підноситься у вигляді стрімчака заввишки до 325 м.
Тут знаходяться пам'ятки епохи палеоліту: відкрито 17 стоянок і поселень. Комплексна пам'ятка природи загальнодержавного значення. Оголошено заповідною 1969, з 1981 — сучасний статус.
Складається з вапняків та мергелів. У результаті ерозії та вивітрювання утворилися грот, ніші й окремості, біля підніжжя — осипища, скупчення брил (хаоси). Переважає різнотравна степова рослинність — понад 400 видів. Зустрічаються зарості шипшини, граба східного.

## Кінозйомки
Неповторність та характерність обрису гори стала причиною того, що скеля неодноразово потрапляла на екрани телевізорів. Гора потрапила у такі фільми: «Людина з бульвару Капуцинів», «Мустанг-іноходець», «Ділові люди», «Міраж», «Чиполліно», «Озброєний і дуже небезпечний», «Королі і капуста», «Лобо», «Міняйли», «Дивна долина».

## Примітки

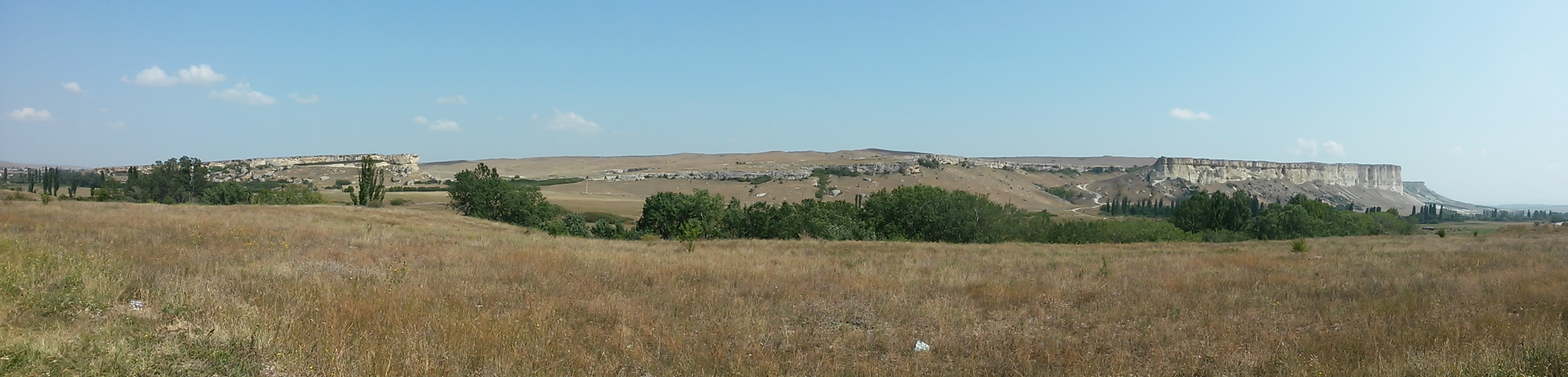